# Kevin Bonifazi
Kevin Bonifazi (Toffia, 19 maggio 1996) è un calciatore italiano, difensore del Bologna.

## Biografia
Ha un fratello maggiore di nome Rudi, anch'egli calciatore.

## Caratteristiche tecniche
Difensore centrale dotato di un buon fisico e di una forte personalità, abile tecnicamente e nell'impostazione del gioco, per le sue caratteristiche è stato paragonato a Nikola Maksimović, anche se lo stesso Bonifazi ha dichiarato di ispirarsi allo spagnolo Sergio Ramos. Forte nel gioco aereo, si distingue anche per le sue qualità in marcatura.

## Carriera

### Club

#### Gli inizi
Cresciuto nelle squadre romane del Tor di Quinto e della Nuova Tor Tre Teste, nel 2011 si trasferisce al Siena, squadra in cui milita per tre stagioni. Rimasto svincolato dopo il fallimento della società toscana, nel 2014 viene tesserato dal Torino, con cui vince il Campionato Primavera.

#### Prestiti vari
Il 21 luglio 2015 viene ceduto a titolo temporaneo al Benevento, debuttando nei professionisti il 20 settembre, nella partita vinta per 1-0 contro il Foggia. Collezionate soltanto cinque presenze nella prima parte di stagione, viene quindi ceduto - con la stessa formula - alla Casertana. Il 14 febbraio segna la prima rete in carriera, all'8' del primo tempo, nella gara contro la Juve Stabia, siglando il gol del momentaneo vantaggio della formazione campana.
Il 19 luglio 2016, a 20 anni, il Torino lo cede in prestito alla SPAL in Serie B, con la quale vince il campionato e conquista la promozione in Serie A.

#### Primo ritorno al Torino, secondo prestito alla SPAL
Rientrato al Torino,, è vittima di infortuni ed esordisce in Serie A solo nella seconda parte di stagione, il 31 marzo 2018, in occasione della partita vinta in trasferta per 4-0 contro il Cagliari, sostituendo all'intervallo Nicolas Nkoulou, e resta nei ranghi della formazione granata sino a fine stagione.
Il 16 agosto 2018 il Torino lo cede nuovamente in prestito alla SPAL per fargli acquisire esperienza nel massimo campionato. Il 20 ottobre seguente sigla il suo primo gol in Serie A nella vittoria per 2-0 sul campo della Roma, alla sua prima presenza in campionato. Divenuto titolare dell'undici estense, 13 aprile 2019 sigla il provvisorio 1-1 nella vittoria per 2-1 contro la Juventus capolista.

#### Secondo ritorno al Torino
Il 19 giugno 2019, la società spallina esercita il proprio diritto d'opzione d'acquisto sul giocatore. Il giorno seguente il Torino esercita il diritto di contro-riscatto.
Realizza la prima rete in maglia granata l’8 agosto in occasione della vittoriosa partita di Europa League contro lo Šachcër Salihorsk, terminata 5-0. Il 1º settembre seguente sigla anche il primo gol in massima serie coi granata, nel 3-2 esterno contro l'Atalanta.

#### Terzo prestito alla SPAL, Udinese
Il 24 gennaio 2020 torna nuovamente alla SPAL che si assicura il diritto alle prestazioni sportive a titolo temporaneo con obbligo di riscatto, fissato a 12 milioni, al verificarsi di determinate condizioni. Il 9 febbraio ritrova il gol con gli emiliani siglando il momentaneo vantaggio nella partita contro il Sassuolo, poi persa per 2-1. Tuttavia non riesce a rendere come nelle esperienze passate, e la SPAL a fine anno retrocede.
Il 25 settembre 2020 viene ceduto all'Udinese con la formula del prestito.

#### Bologna
Il 2 luglio 2021, viene acquistato a titolo definitivo dal Bologna, in Serie A, per circa sei milioni di euro.

#### Prestiti al Frosinone, Lecce e Sassuolo
Non avendo trovato spazio in campo nel suo periodo in rossoblù, l'8 gennaio 2024 viene ceduto in prestito al Frosinone, sempre in Serie A. Esordisce l'11 gennaio nella partita di Coppa Italia persa dal Frosinone per 4-0 contro la Juventus.
Il 30 agosto 2024 passa in prestito al Lecce, di nuovo in massima serie, con opzione di riscatto. Operato al menisco a causa di un infortunio occorsogli nel mese di settembre in allenamento, può esordire con i salentini solo il 30 dicembre 2024, nella partita di campionato persa in casa del Como (2-0).
Il 3 febbraio 2025 viene ceduto in prestito dal Lecce al Sassuolo, in Serie B.

### Nazionale
Nel 2017 viene convocato dall'allenatore della nazionale maggiore Gian Piero Ventura per il raduno per i calciatori emergenti, tenutosi al Centro tecnico federale di Coverciano nel mese di febbraio.
Debutta con la nazionale Under-21 guidata dal CT Di Biagio il 1º settembre 2017, nell'amichevole persa per 3-0 contro la Spagna.
Viene convocato per il campionato europeo Under-21 del 2019, dove scende in campo da titolare nella prima partita del girone vinta per 3-1 contro la Spagna, poi vincitrice del torneo.

## Statistiche

### Presenze e reti nei club
Statistiche aggiornate al 19 gennaio 2025.
| Stagione        | Squadra         | Campionato      | Campionato | Campionato | Coppe nazionali | Coppe nazionali | Coppe nazionali | Coppe continentali | Coppe continentali | Coppe continentali | Altre coppe | Altre coppe | Altre coppe | Totale | Totale |
| Stagione        | Squadra         | Comp            | Pres       | Reti       | Comp            | Pres            | Reti            | Comp               | Pres               | Reti               | Comp        | Pres        | Reti        | Pres   | Reti   |
| --------------- | --------------- | --------------- | ---------- | ---------- | --------------- | --------------- | --------------- | ------------------ | ------------------ | ------------------ | ----------- | ----------- | ----------- | ------ | ------ |
| 2015-gen. 2016  | Benevento       | LP              | 3          | 0          | CI+CI-LP        | 0+2             | 0               | -                  | -                  | -                  | -           | -           | -           | 5      | 0      |
| gen.-giu. 2016  | Casertana       | LP              | 8          | 1          | CI+CI-LP        | 0               | 0               | -                  | -                  | -                  | -           | -           | -           | 8      | 1      |
| 2016-2017       | SPAL            | B               | 20         | 3          | CI              | 0               | 0               | -                  | -                  | -                  | -           | -           | -           | 20     | 3      |
| 2017-2018       | Torino          | A               | 6          | 0          | CI              | 1               | 0               | -                  | -                  | -                  | -           | -           | -           | 7      | 0      |
| 2018-2019       | SPAL            | A               | 27         | 2          | CI              | 1               | 0               | -                  | -                  | -                  | -           | -           | -           | 28     | 2      |
| 2019-gen. 2020  | Torino          | A               | 3          | 1          | CI              | 1               | 0               | UEL                | 3                  | 1                  | -           | -           | -           | 7      | 2      |
| Totale Torino   | Totale Torino   | Totale Torino   | 9          | 1          |                 | 2               | 0               |                    | 3                  | 1                  |             | -           | -           | 14     | 2      |
| gen.-giu. 2020  | SPAL            | A               | 14         | 1          | CI              | 0               | 0               | -                  | -                  | -                  | -           | -           | -           | 14     | 1      |
| Totale SPAL     | Totale SPAL     | Totale SPAL     | 61         | 6          |                 | 1               | 0               |                    | -                  | -                  |             | -           | -           | 62     | 6      |
| 2020-2021       | Udinese         | A               | 30         | 0          | CI              | 2               | 0               | -                  | -                  | -                  | -           | -           | -           | 32     | 0      |
| 2021-2022       | Bologna         | A               | 22         | 0          | CI              | 1               | 0               | -                  | -                  | -                  | -           | -           | -           | 23     | 0      |
| 2022-2023       | Bologna         | A               | 13         | 0          | CI              | 2               | 0               | -                  | -                  | -                  | -           | -           | -           | 15     | 0      |
| 2023-gen. 2024  | Bologna         | A               | 1          | 0          | CI              | 2               | 0               | -                  | -                  | -                  | -           | -           | -           | 3      | 0      |
| Totale Bologna  | Totale Bologna  | Totale Bologna  | 36         | 0          |                 | 5               | 0               |                    | -                  | -                  |             | -           | -           | 41     | 0      |
| gen.-giu. 2024  | Frosinone       | A               | 6          | 0          | CI              | 1               | 0               | -                  | -                  | -                  | -           | -           | -           | 7      | 0      |
| 2024-feb. 2025  | Lecce           | A               | 3          | 0          | CI              | -               | -               |                    | -                  | -                  |             | -           | -           | 3      | 0      |
| feb.-giu. 2025  | Sassuolo        | B               | 0          | 0          | CI              | 0               | 0               | -                  | -                  | -                  | -           | -           | -           | 0      | 0      |
| Totale carriera | Totale carriera | Totale carriera | 156        | 8          |                 | 13              | 0               |                    | 3                  | 1                  |             | -           | -           | 172    | 9      |

### Cronologia presenze e reti in nazionale
| Cronologia completa delle presenze e delle reti in nazionale ― Italia under 21 | Cronologia completa delle presenze e delle reti in nazionale ― Italia under 21 | Cronologia completa delle presenze e delle reti in nazionale ― Italia under 21 | Cronologia completa delle presenze e delle reti in nazionale ― Italia under 21 | Cronologia completa delle presenze e delle reti in nazionale ― Italia under 21 | Cronologia completa delle presenze e delle reti in nazionale ― Italia under 21 | Cronologia completa delle presenze e delle reti in nazionale ― Italia under 21 | Cronologia completa delle presenze e delle reti in nazionale ― Italia under 21 |
| Data                                                                           | Città                                                                          | In casa                                                                        | Risultato                                                                      | Ospiti                                                                         | Competizione                                                                   | Reti                                                                           | Note                                                                           |
| ------------------------------------------------------------------------------ | ------------------------------------------------------------------------------ | ------------------------------------------------------------------------------ | ------------------------------------------------------------------------------ | ------------------------------------------------------------------------------ | ------------------------------------------------------------------------------ | ------------------------------------------------------------------------------ | ------------------------------------------------------------------------------ |
| 1-9-2017                                                                       | Toledo                                                                         | Spagna under 21                                                                | 3 – 0                                                                          | Italia under 21                                                                | Amichevole                                                                     | -                                                                              | 75’                                                                            |
| 4-9-2017                                                                       | Cittadella                                                                     | Italia under 21                                                                | 4 – 1                                                                          | Slovenia under 21                                                              | Amichevole                                                                     | -                                                                              | 54’ 72’                                                                        |
| 15-11-2018                                                                     | Ferrara                                                                        | Italia under 21                                                                | 1 – 2                                                                          | Inghilterra under 21                                                           | Amichevole                                                                     | -                                                                              | 62’                                                                            |
| 19-11-2018                                                                     | Reggio Emilia                                                                  | Italia under 21                                                                | 1 – 2                                                                          | Germania under 21                                                              | Amichevole                                                                     | -                                                                              | 60’                                                                            |
| 21-3-2019                                                                      | Trieste                                                                        | Italia under 21                                                                | 0 – 0                                                                          | Austria under 21                                                               | Amichevole                                                                     | -                                                                              | 81’                                                                            |
| 25-3-2019                                                                      | Frosinone                                                                      | Italia under 21                                                                | 2 – 2                                                                          | Croazia under 21                                                               | Amichevole                                                                     | -                                                                              | 75’                                                                            |
| 16-6-2019                                                                      | Bologna                                                                        | Italia under 21                                                                | 3 – 1                                                                          | Spagna under 21                                                                | Europeo Under-21 2019 - 1º turno                                               | -                                                                              | 88’                                                                            |
| Totale                                                                         |                                                                                | Presenze                                                                       | 7                                                                              |                                                                                | Reti                                                                           | 0                                                                              |                                                                                |

## Palmarès

### Club

#### Competizioni giovanili
- Campionato Primavera: 1

Torino: 2014-2015

#### Competizioni nazionali
- Campionato italiano di Serie B: 2

SPAL: 2016-2017
Sassuolo: 2024-2025